# João Turíbio Monteiro de Santana
João Turíbio Monteiro de Santana (Teresina, 13 de outubro de 1911 – Teresina, 10 de fevereiro de 1971) foi um magistrado brasileiro que ocupou o cargo de governador do Piauí durante 24 horas em 1970.

## Dados biográficos
Filho de Aarão Ferreira de Santana e Maria Monteiro de Santana. Em 1932 formou-se em Direito na Universidade Federal do Maranhão e de volta ao Piauí foi promotor de justiça em Pedro II, juiz de direito adjunto em Beneditinos e juiz titular em Jaicós, Luzilândia, Parnaíba, Piripiri e Valença do Piauí. Tornou-se desembargador por nomeação do governador Chagas Rodrigues em 1960, foi corregedor-geral de Justiça e integrou o Tribunal Regional Eleitoral, ocupando a vice-presidência duas vezes (1962-1963 e 1964-1966) e a presidência interina devido à licença de Edgar Nogueira. Vice-presidente no exercício da presidência do Tribunal de Justiça, tornou-se governador do estado entre 14 e 15 de maio de 1970.
Sua passagem pelo Palácio de Karnak ocorreu após a renúncia do governador Helvídio Nunes para disputar as eleições de 1970 (onde este conseguiu um mandato de senador) e assim o estado ficou sob o seu comando por 24 horas, até que o vice-governador João Clímaco d'Almeida desistiu de ir às urnas e assumiu o poder.